# Schnoor-Archiv

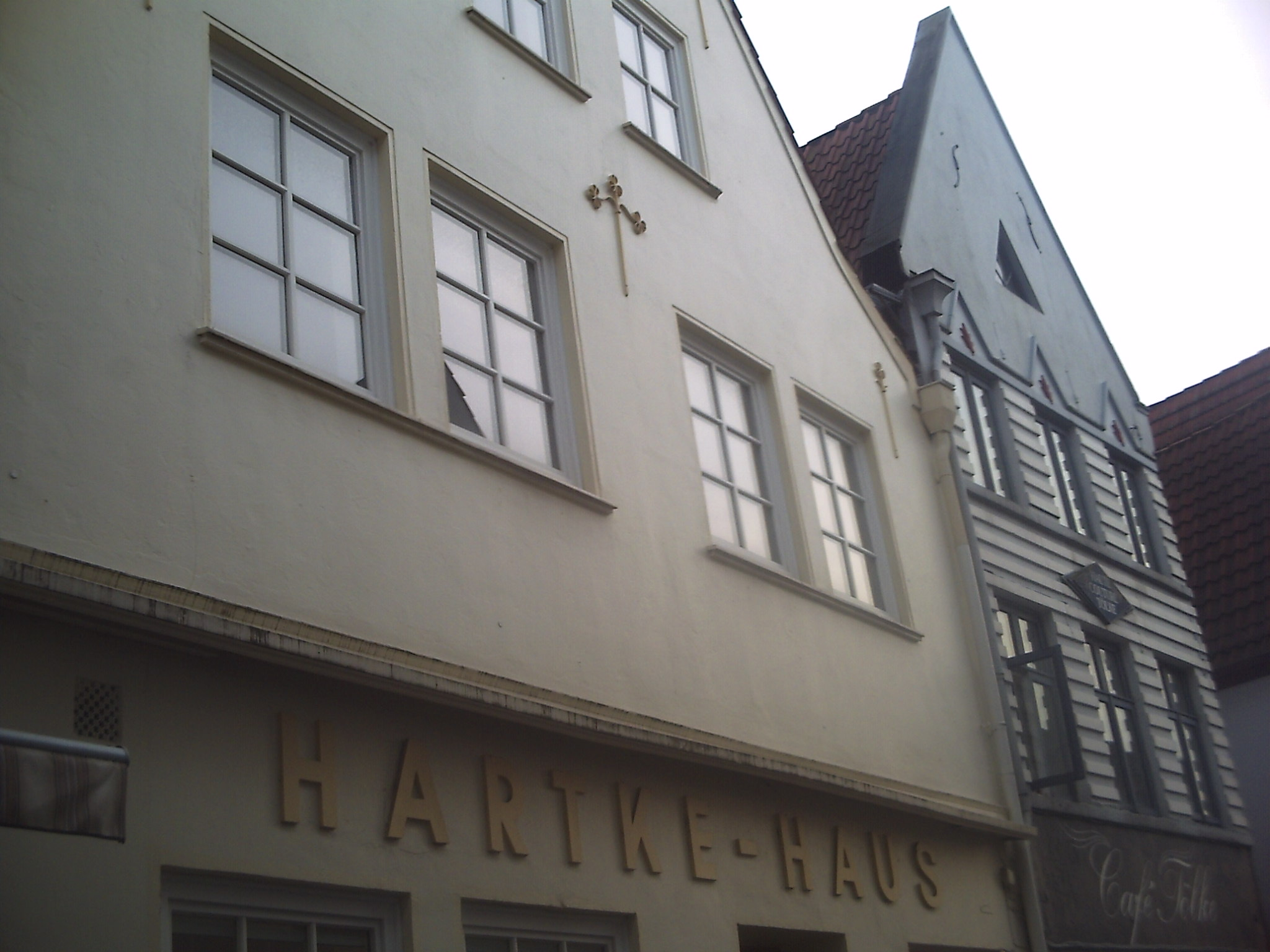
Schnoor-Archiv im Hartke-Haus bis 2004

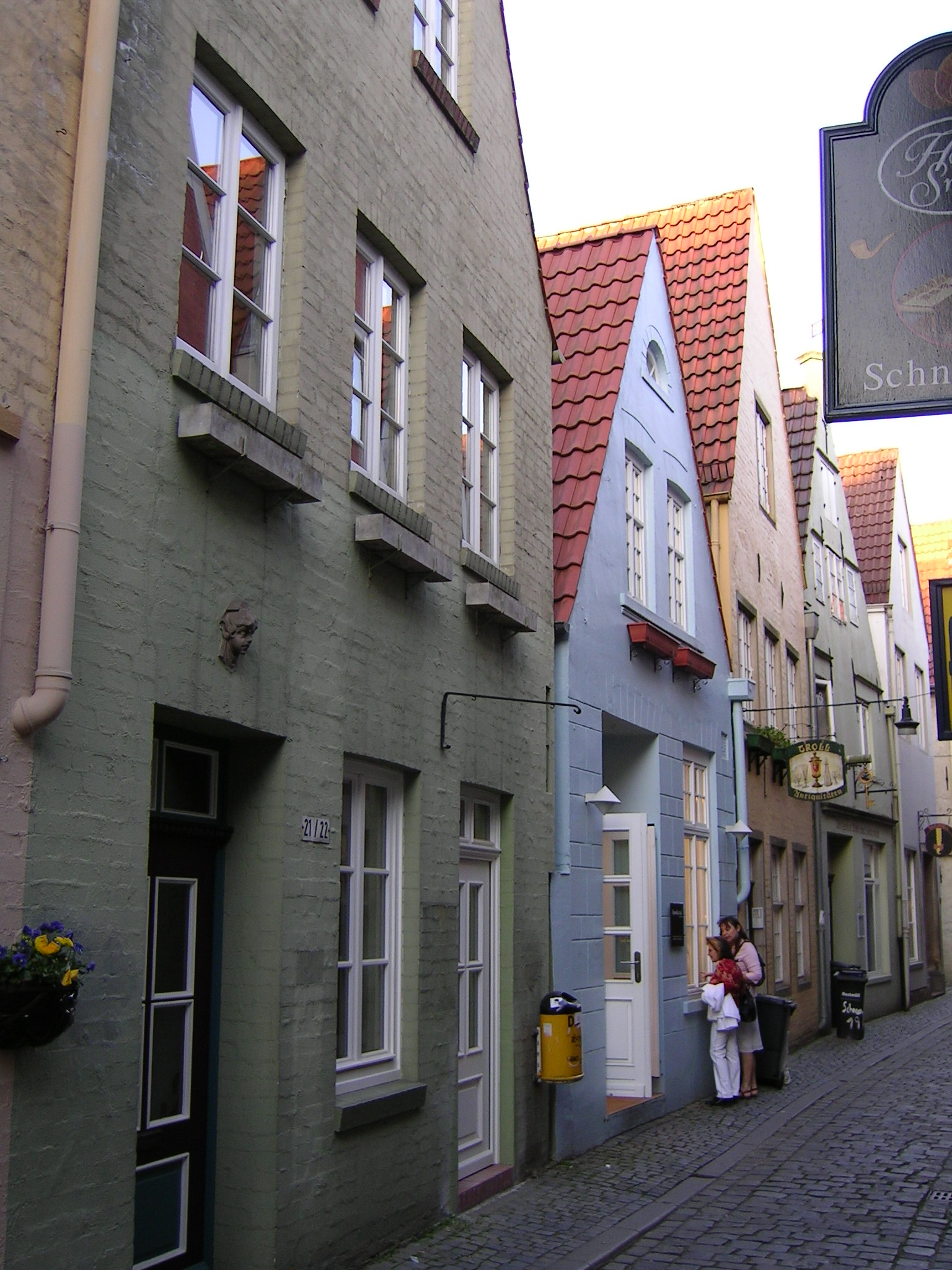
Schoor 21. vorderes Haus

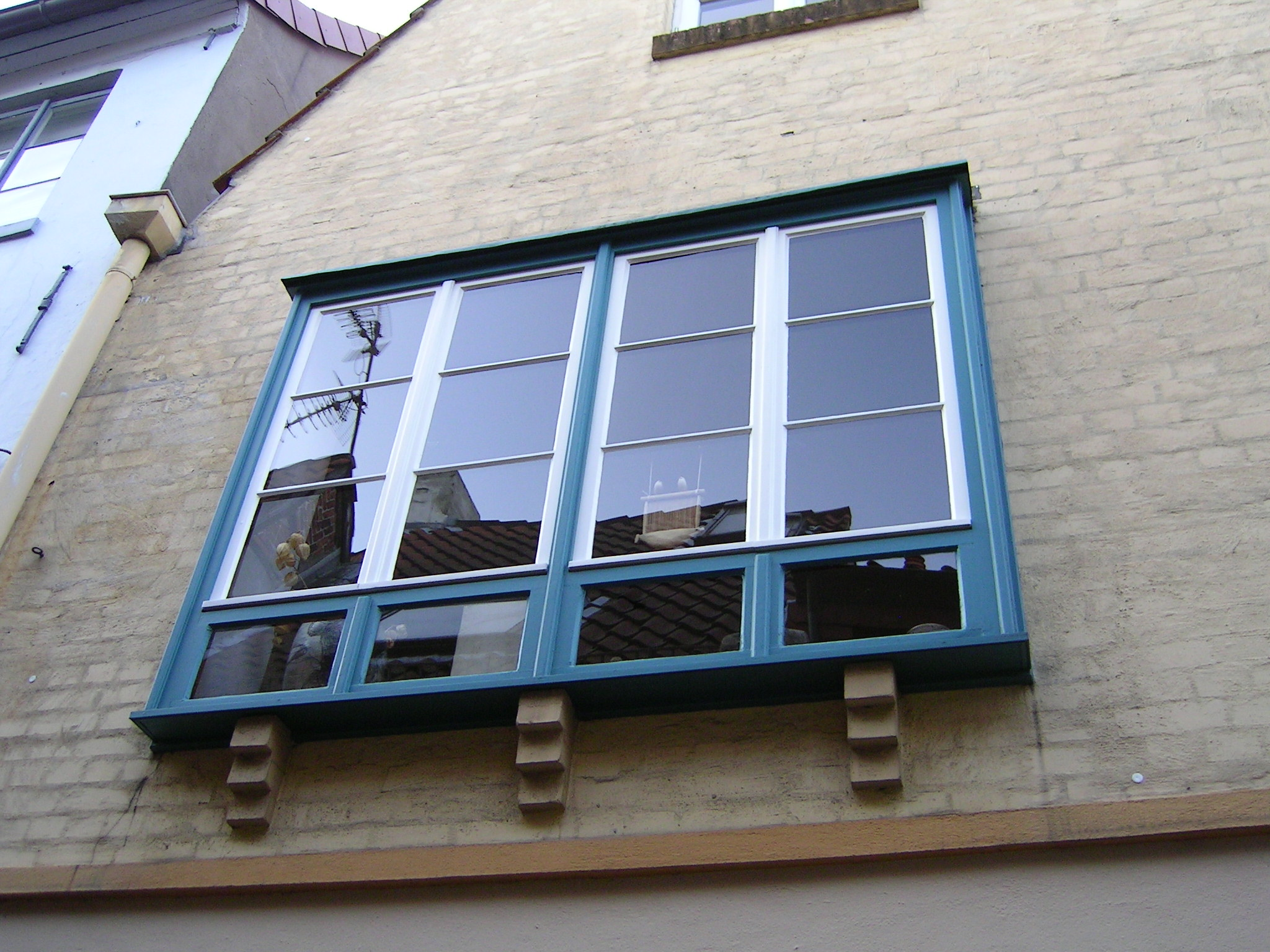
Schnoor 22

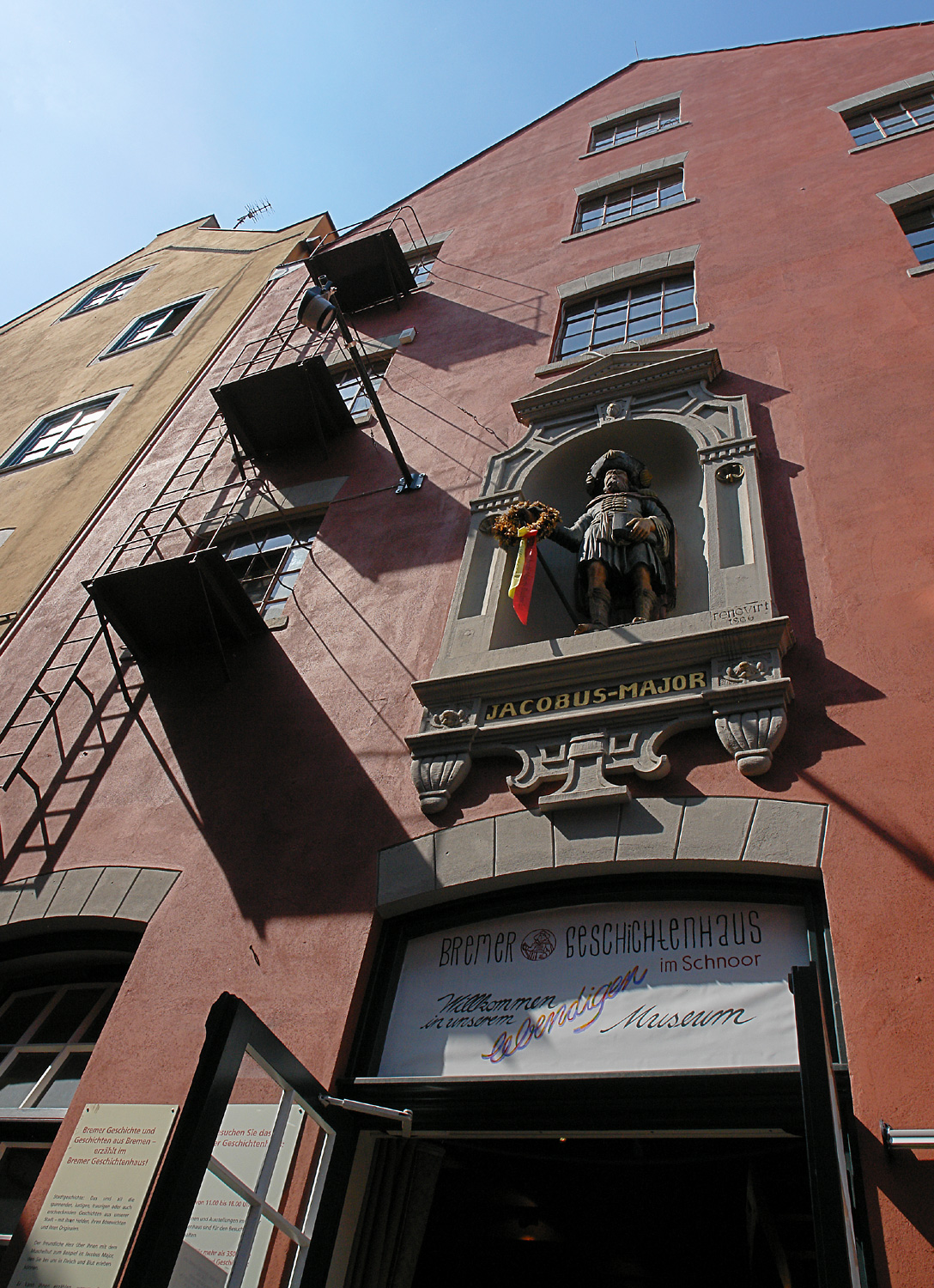
St.-Jakobus-Packhaus

Das Schnoor-Archiv im Schnoor in der Altstadt Bremens war eine Dokumentationseinrichtung zur baugeschichtlichen Entwicklung. Das Archiv wurde 1959 gegründet und von Wolfgang Loose (1918–2014) und seiner Frau Anneliese Loose-Hartke betrieben. Es hatte seinen Sitz zunächst in den 1964 von Dillschneider entworfenen denkmalgeschützten Häusern Haus Schnoor 21 und 22, später bis 2004 war es im Hartke-Haus, Am Landherrnamt 3.
Die Gebäude Schnoor 21 und 22 stehen seit 1973 unter Bremischen Denkmalschutz.

## Geschichte
Wesentliches Material entstand in den 1970er Jahren aus der Zusammenarbeit mit dem Denkmalpfleger Karl Dillschneider. In Verbindung mit dem Besuch des Archivs wurde eine Besichtigung des Wohnhauses Stavendamm 15 angeboten, in dessen Erdgeschoss das Inventar einer historischen Gaststätte ausgestellt war. Archiv und Wohnhaus sollten den Grundstock für ein Privatmuseum bilden. Mangels wissenschaftlicher und finanzieller Unterstützung wurde das Konzept für ein Museum nicht umgesetzt und später aus Altersgründen von dem Ehepaar Loose aufgegeben. Das Wohnhaus Stavendamm 15 wurde ab Dezember 2005 wissenschaftlich dokumentiert und als virtuelles Museum im Internet präsentiert.
2004, nach Verkauf des Hauses Am Landherrnamt 3, wurde das Archiv zunächst eingelagert. Seit März 2007 befindet sich das überwiegende Material des Archivs im Bremer Geschichtenhaus im St.-Jakobus-Packhaus und ist teilweise wieder für die Öffentlichkeit zugänglich.

## Inhalte
Das Archiv enthält Zeichnungen alter Häuser im Schnoor, die u. a. von Karl Dillschneider erstellt worden waren, sowie Baupläne und Zeitungsartikel. Daneben wurden historische Karten, archäologische Funde, alte Fotografien und Abbildungen sowie Literatur gesammelt. Ein Teil des ursprünglichen Archivs enthielt auch Schriftwechsel und verschiedene Dokumente, die aus Gründen des Datenschutzes nicht der Öffentlichkeit zugänglich sind.